# تپه جیران قلعه شمالی وجنوبی
تپه جیران قلعه شمالی وجنوبی مربوط به دوران‌های تاریخی پس از اسلام است و در شهرستان دامغان، بخش مرکزی، جنوب شرق مهری آباد واقع شده و این اثر در تاریخ ۲۵ اسفند ۱۳۷۹ با شمارهٔ ثبت ۳۵۳۹ به‌عنوان یکی از آثار ملی ایران به ثبت رسیده است.